# الترکولز
الترکولز (به آلمانی: Alterkülz) یک شهر در آلمان است که در راینلاند-فالتس واقع شده‌است.

## خصوصیات
الترکولز ۷٫۵۸ کیلومترمربع مساحت دارد ۳۸۰ متر بالاتر از سطح دریا واقع شده‌است.